# Beyneū Aūdany
Beyneū Aūdany är ett distrikt i Kazakstan. Det ligger i oblystet Mangghystau, i den västra delen av landet, 1 400 km sydväst om huvudstaden Astana.